# Liguori Editore
Liguori è una casa editrice italiana fondata a Napoli nel 1949.

## Specializzazione ed edizioni
Specializzata nel settore dell'editoria universitaria, ha in catalogo testi che tutt'oggi costituiscono un punto di riferimento in molte discipline: nella critica letteraria (come Mitografia del personaggio di Salvatore Battaglia, o Cecità e visione, di Paul de Man), nella teoria del diritto (il Diritto Internazionale Pubblico di Rolando Quadri), nella teoria economica (i Tre saggi sullo stato della scienza economica del premio Nobel per l'economia Tjalling C. Koopmans), nella storia dell'architettura (Architettura gotica e filosofia scolastica di Erwin Panofsky), nell'analisi matematica (Analisi matematica di Renato Caccioppoli). Numerose le pubblicazioni in doppio formato, elettronico e a stampa.

## Fridericiana Editrice Universitaria
Dal 1995, Liguori, insieme all'Università Federico II di Napoli, fa parte del consorzio fondatore dalla Fridericiana Editrice Universitaria, una university press italiana, dedicata all'editoria accademica e scientifica, alla manualistica universitaria, con linee editoriali sia cartacee che elettroniche.